# 金家岭街道
金家岭街道是中华人民共和国山东省青岛市崂山区所下辖的一个街道，位于青岛市区东南部。2017年3月由中韩街道南部（辽阳东路以南部分）析置。

## 行政区划
金家岭街道下辖大麦岛、徐家麦岛、王家麦岛、山东头、王家村、石老人、钟家沟、朱家洼、午山、金家岭、大埠东、小埠东、书香门第、东城国际、鲁信长春、海都、瑞都、惠都、凯都、颐都、泰都、奥林、石岭路、康城、青大麦岛、海大麦岛、锦园、海青路等28个社区。